# Чемпіонат Білорусі з футболу серед жінок
Чемпіонат Білорусі з футболу серед жіночих команд — щорічне змагання для білоруських жіночих футбольних клубів, проведене Білоруською футбольною федерацією. Найтитулованіший клуб Білорусі — бобруйська «Бобруйчанка» (12 чемпіонських титулів).

## Команди-учасниці сезону 2021 року
| Клуб              | Місто     | Стадіон                           | Місткість  |
| ----------------- | --------- | --------------------------------- | ---------- |
| «Динамо-БДУФК»    | Мінськ    | Динамо-Юні                        | 5 000      |
| «Мінськ»          | Мінськ    | Стадіон ФК «Мінськ»               | 3 000      |
| «Бобруйчанка»     | Бобруйськ | Стадіон ім. Олександра Прокопенка | 1 500      |
| «Зірка-БДУ»       | Мінськ    | РЦОР-БДУ                          | 1 500      |
| Гомельська обл.   | —         | ГСДЮШОР 8                         | 1 003      |
| «Дніпро-Могильов» | Могильов  | Манеж (Могильов)                  | 500        |
| Німан             | Гродно    | Манеж (Гродно)                    | 378        |
| Білорусь (WU-19)  | —         | Комплекс футбольних полів АБФФ    | без трибун |
| «Вітебськ»        | Вітебськ  | Манеж (Вітебськ)                  | без трибун |
| «Динамо-Берестя»  | Берестя   | Стадіон ЦОР                       | без трибун |

## Список чемпіонів
| Сезон | Чемпіон                        |
| ----- | ------------------------------ |
| 1992  | «Надія» (Могильов) (1)         |
| 1993  | «Надія» (Могильов) (2)         |
| 1994  | «Трикотажниця» (Бобруйськ) (1) |
| 1996  | «Вікторія» (Брест) (1)         |
| 1996  | «Белкар» (Бобруйськ) (2)       |
| 1997  | «Бобруйчанка» (Бобруйск) (3)   |
| 1998  | «Бобруйчанка» (Бобруйск) (4)   |
| 1999  | «Бобруйчанка» (Бобруйск) (5)   |
| 2000  | «Бобруйчанка» (Бобруйск) (6)   |
| 2001  | «Бобруйчанка» (Бобруйск) (7)   |
| 2002  | «Бобруйчанка» (Бобруйск) (8)   |
| 2003  | «Бобруйчанка» (Бобруйск) (9)   |
| 2004  | «Університет» (Вітебськ) (1)   |
| 2005  | «Університет» (Вітебськ) (2)   |
| 2006  | «Університет» (Вітебськ) (3)   |
| 2007  | «Університет» (Вітебськ) (4)   |
| 2008  | «Університет» (Вітебськ) (5)   |
| 2009  | «Університет» (Вітебськ) (6)   |
| 2010  | «Бобруйчанка» (Бобруйск) (11)  |
| 2011  | «Бобруйчанка» (Бобруйск) (12)  |
| 2012  | «Бобруйчанка» (Бобруйск) (13)  |
| 2013  | «Мінськ» (1)                   |
| 2014  | «Мінськ» (2)                   |
| 2015  | «Мінськ» (3)                   |
| 2016  | «Мінськ» (4)                   |
| 2017  | «Мінськ» (5)                   |
| 2018  | «Мінськ» (6)                   |
| 2019  | «Мінськ» (7)                   |
| 2020  | «Динамо-БДУ» (1)               |
| 2021  | «Динамо-БДУ» (2)               |

### Загалом
| Кількість | Команди                       | Роки чемпіонств                |
| --------- | ----------------------------- | ------------------------------ |
| 12        | «Бобруйчанка» (Бобруйськ)     | 1994, 1996 — 2003, 2010 — 2012 |
| 7         | «Мінськ» (Мінськ)             | 2013 — 2019                    |
| 6         | «Університет» (Вітебськ)      | 2004 — 2009                    |
| 2         | «Динамо-БДУФК»                | 2020, 2021                     |
| 2         | «Надія-СДЮШОР № 7» (Могильов) | 1992 — 1993                    |
| 1         | «Вікторія» (Берестя)          | 1995                           |